# Theta1 Tauri
Título a ser usado para criar uma ligação interna é Theta1 Tauri.
Theta1 Tauri (77 Tauri) é uma estrela na direção da constelação de Taurus. Possui uma ascensão reta de 04h 28m 34.43s e uma declinação de +15° 57′ 44.0″. Sua magnitude aparente é igual a 3.84. Considerando sua distância de 158 anos-luz em relação à Terra, sua magnitude absoluta é igual a 0.42. Pertence à classe espectral G7III. É membro do aglomerado aberto Híades.